# Municipio de Wolf Creek (Arkansas)
El municipio de Wolf Creek (en inglés: Wolf Creek Township) es un municipio ubicado en el condado de Pike en el estado estadounidense de Arkansas. En el año 2010 tenía una población de 611 habitantes y una densidad poblacional de 5,02 personas por km².

## Geografía
El municipio de Wolf Creek se encuentra ubicado en las coordenadas 34°1′13″N 93°27′16″O / 34.02028, -93.45444. Según la Oficina del Censo de los Estados Unidos, el municipio tiene una superficie total de 121.65 km², de la cual 120,34 km² corresponden a tierra firme y (1,08 %) 1,31 km² es agua.

## Demografía
Según el censo de 2010, había 611 personas residiendo en el municipio de Wolf Creek. La densidad de población era de 5,02 hab./km². De los 611 habitantes, el municipio de Wolf Creek estaba compuesto por el 68,9 % blancos, el 27,99 % eran afroamericanos, el 0,49 % eran amerindios, el 0,82 % eran asiáticos y el 1,8 % eran de una mezcla de razas. Del total de la población el 0,98 % eran hispanos o latinos de cualquier raza.